# Cantigny, Somme
Cantigny là một xã ở tỉnh Somme, vùng Hauts-de-France, Pháp. Xã này tọa lạc trên đường D28, khoảng 20 dặm Anh về phía tây nam của Amiens.

## Dân số
| 1962                                                           | 1968 | 1975 | 1982 | 1990 | 1999 |
| -------------------------------------------------------------- | ---- | ---- | ---- | ---- | ---- |
| 110                                                            | 117  | 116  | 123  | 131  | 124  |
| Số liệu điều tra dân số từ năm 1962, dân số không tính hai lần |      |      |      |      |      |